# Ida-Somazzi-Preis
Der Ida-Somazzi-Preis wird von der Somazzi-Stiftung  verliehen. Der von Maria Felchlin gestiftete und mit 10.000 Schweizer Franken dotierte Preis wird seit 1966 jährlich für herausragende Leistungen in der Frauenförderung vergeben. Er ist benannt nach der Schweizer Pädagogin und Politikerin Ida Somazzi.

## Preisträger (Auswahl)
- Alice Meyer, 1966
- Edgar Bonjour, 1968
- Fritz Wartenweiler, 1969
- Jeanne Hersch, 1970
- Helene Thalmann-Antenen, 1971
- Peter Sager, 1974
- Suzanne Oswald, 1975
- Betty Wehrli-Knobel, 1976
- Elsie Attenhofer, 1977
- Lotti Ruckstuhl-Thalmessinger, 1978
- Hermann Böschenstein, 1979
- Marie Boehlen und François Bondy, 1985
- Mariella Mehr, 1988
- Gertrud Heinzelmann, 1991
- FrauenMusikForum Schweiz, 1999
- Gret Haller, 2001
- FIZ (Fraueninformationszentrum in Zürich), 2004
- 1000 Women for the Nobel Peace Prize 2005, 2006
- ABAP – Architektinnen, Planerinnen (Denise Roth-Zeltner), 2010
- Zainap Gaschaeva – Menschenrechtsaktivistin, Chechen Archive, 2011
- Michèle Roten[3], 2012
- Yin Yuzhen – Bäuerin, Baumpflanzerin, 2013
- Steff la Cheffe, 2014
- Verein Netzwerk Asyl Aargau, 2015
- Tove Soiland – Philosophin, Historikerin, 2016
- Amal Naser – Menschenrechtsaktivistin, 2017
- INFRA Bern – Frauenberatungsstelle, 2018
- Bla*sh – Kollektiv Schwarzer Frauen in der Deutschschweiz, 2019

- Jolanda Spiess-Hegglin, #NetzCourage, 2021
- Maria Ursula Waser, 2022
- Benafsha Efaf, 2023
- KlimaSeniorinnen Schweiz, 2024